# Román Gómez Gómez
Román Gómez (Marinilla, Antioquia, 20 de octubre de 1879-Bogotá, 8 de agosto de 1951) fue un político colombiano.

## Trayectoria
Desde los 18 años se inició en la política, en las filas del Partido Conservador Colombiano, siendo elegido concejal de su municipio natal. En 1909 logró llegar a la Asamblea Nacional Constituyente con el respaldo de varios municipios vecinos; desde 1914 fue diputado a la Asamblea de Antioquia; fue Representante a la Cámara y Senador por su departamento (en varias ocasiones fue presidente de ambas Cámaras), convirtiéndose en el mayor jefe político regional de su partido gracias al respaldo de la mayoría de los pequeños municipios del oriente antioqueño. En 1922 se convirtió en el jefe de campaña del general Pedro Nel Ospina, quien convertido en Presidente de Colombia le ofreció varios Ministerios, que Gómez rechazó.
Su movimiento político fue conocido como romanismo y se caracterizaba por el esfuerzo de descentralizar la administración de los recursos públicos, así como por la solidez de la clientela y la maquinaria electoral que manejaba; en la política regional uno de sus mayores éxitos fue la construcción del Tranvía de Oriente, que llevaba desde Medellín hasta Marinilla y que fue inaugurado en 1927.
En 1930 respaldó la propuesta de unidad nacional de Enrique Olaya Herrera, lo cual le acarreó enormes enfrentamientos con la dirigencia nacional de su partido y particularmente con Laureano Gómez. Entre 1932 y 1934 fue Segundo Designado Presidencial.